# The Gingerdead Man
The Gingerdead Man este o serie de filme de groază slasher de comedie de fantezie care au fost produse și distribuite de Full Moon. Expresia Gingerdead Man este inspirată de gingerbread man (turtă dulce) și dead (mort). Seria se învârte în jurul lui Gingerdead Man, un amestec înspăimântător dar și delicios de turtă dulce și cenușa ucigașului în serie decedat Millard Findlemeyer.

## The Gingerdead Man(2005)
Primul film al seriei a apărut în 2005, în regia lui Charles Band. Gary Busey interpretează rolul titular Gingerdead Man, creat dintr-un amestec de turtă dulce și cenușa ucigașului în serie decedat Millard Findlemeyer, care terorizează o brutărie din oraș. 

### Distribuție

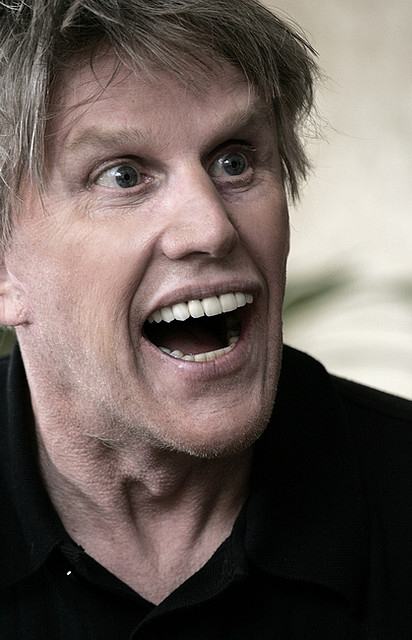

- Gary Busey - Millard Findlemeyer / The Gingerdead Man

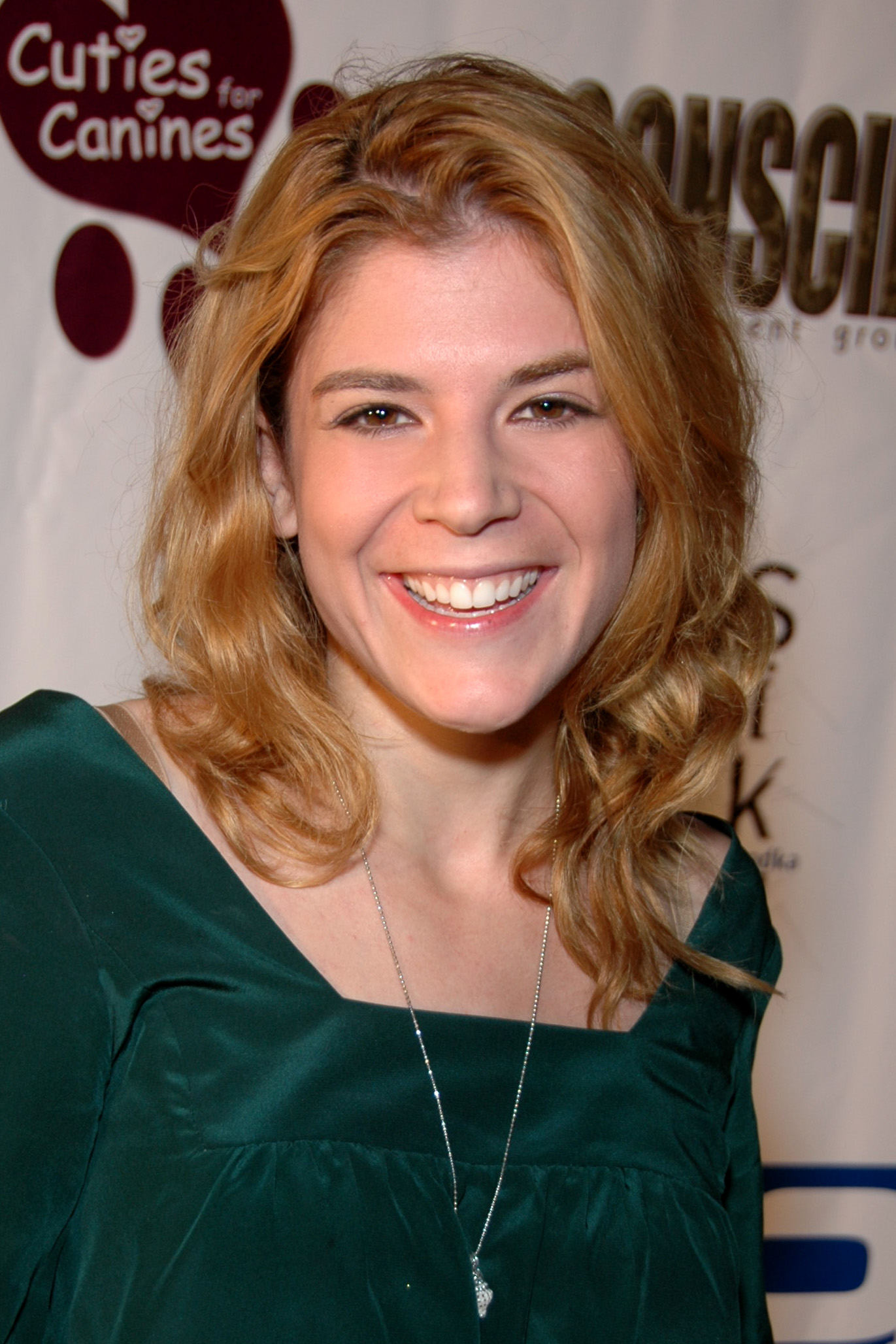

- Robin Sydney - Sarah Leigh[1][2]
- Ryan Locke - Amos Cadbury
- Alexia Aleman - Lorna Dean
- Jonathan Chase - 'Brick' Fields
- Margaret Blye - Betty Leigh
- Daniela Melgoza - Julia
- Newell Alexander - James Leigh
- James Snyder - Jeremy Leigh
- Larry Cedar - Jimmy Dean
- E. Dee Biddlecome - Millard's Mom
- Debra Mayer - Nurse #1
- Kaycee Shank - Nurse #2

Un om rău, dar adorabil, din turtă dulce prinde viață cu sufletul unui ucigaș condamnat - acest monstru de biscuiți din viața reală face ravagii asupra fetei care l-a trimis pe ucigaș pe scaunul electric.
Într-un interviu acordat PopHorror.com, Charles Band i-ar fi oferit lui Busey 25.000 de dolari pentru a juca în film, așteptându-se ca acesta să îl refuze, dar Busey a acceptat.
Site-ul horror Bloody Good Horror a dat filmului o recenzie negativă, afirmând că „este unul dintre cele mai scurte, dar și mai greu de vizionat filme [sic] pe care le-am văzut vreodată”. Criticile s-au îndreptat către umorul filmului și scenariul acestuia.

## Gingerdead Man 2: Passion of the Crust(2008)
Al doilea film a apărut în 2008, scris și regizat de Silvia St. Croix. John Vulich a interpretat rolul titular. Titlul original al filmului a fost Gingerdead Man 2: Bakery of Blood. A fost distribuit de  Full Moon Entertainment.
Înspăimântătorul, dar și deliciosul Gingerdead Man, provoacă crimă și haos pe platourile de filmare ale unui oribil film cu buget redus. Tânărul proaspăt proprietar al studioului va trebuie să-și salveze atât compania, cât și viața tinerilor săi noi prieteni. Inclusiv un tânăr bolnav în fază terminală a cărui dorință finală era să întâlnească vedetele studioului - The Tiny Terrors.

### Distribuție
- John Vulich - “Himself“ (The Gingerdead Man)
- K-von Moezzi - Kelvin Cheatum
- Kelsey Sanders - Heather Crocker
- Joseph Porter - Tommy Hines
- Frank Nicotero - Marty Dradel-Brillstein-Schwartz
- Jon Southwell - Jake Jackson
- Jacob Witkin - Sir Ian Cavanaugh
- Michelle Bauer - Polly bunderhoof[6]
- Bruce Dent - Ricki Johnson
- Emily Button - Wendy Heinz

Filmul a avut recenzii împărțite.

## Gingerdead Man 3: Saturday Night Cleaver(2011)
Al treilea film a apărut în 2011, în regia lui William Butler. Filmul a fost produs de Charles Band. Alte denumiri ale filmului sunt  Gingerdead Man 3: Roller Boggieman sau Gingerdead Man 3-D: Saturday Night Cleaver. În acest film, după ce a scăpat din închisoare, Gingerdead Man călătorește înapoi în timp până în 1976.

### Distribuție
- William Butler - Gingerdead Man (Voce)
- Jackie Beat - Trixie
- Paris Wagner - Cherry, nepoata lui Trixie
- Steven-Michael McLure - Randy
- Kimberly Pfeffer - Tammy Pimento
- Justin Schwan - Wheels Epstein
- Selene Luna - Angel, DJ club

Ca și filmul anterior, a avut recenzii împărțite.

## Gingerdead Man vs. Evil Bong(2013)
Al patrulea film a apărut în 2011. Este un film crossover între acestă franciză și Evil Bong (2006). Prezintă o luptă între cele două personaje din titlu, Gingerdead Man contra lui Evil Bong.  A avut premiera la 29 octombrie 2013, pe site-ul Full Moon Features în streaming video, cu o lansare generală la 12 noiembrie 2013.
Un bong este un instrument de filtrare a fumului de canabis; pipă cu apă. 
În acest film, Gingerdead Man caută răzbunare împotriva Sarei Leigh pentru că l-a făcut  să-și trăiască viața în corpul unui om din turtă dulce. Singura ei speranță este să facă echipă cu Larnell, care are problemele sale proprii cu un bong magic vorbitor pe nume Eebee. 

### Distribuție
- Robin Sydney - Sarah Leigh / Luann[1][2]
- Tian Wang - Asian Tourist
- Mindy Robinson - Poontang Girl #1 / Bikini Girl #1
- Timothy A. Bennett - Perv Customer
- Orson Chaplin - Hesher #2
- Ryan Curry - Larry
- Sonny Carl Davis - Rabbit
- The Don - String
- Joss Glennie-Smith - Hesher #1
- Chanell Heart - Poontang Girl #2 / Bikini Girl #3
- John Patrick Jordan - Larnell
- Jinhee Joung - Asian Wife
- John Karyus - The Gingerdead Man Mouth
- Victoria Levine - Debbie

JoBlo a lăudat reclama video a filmului, scriind că a fost „hilar de îngrozitor”.